# Gouvernement Delacroix II
Royaume de Belgique
Delacroix I Carton de Wiart
Le gouvernement Delacroix II est un gouvernement catholique-libéral-socialiste qui gouverna la Belgique du 2 décembre 1919 jusqu'au 3 novembre 1920.   
Les élections législatives de 1919, les premières à avoir lieu après l'introduction du suffrage universel masculin, bouleversent la donne politique : les catholiques perdent leur majorité absolue, les socialistes deviennent la seconde force du pays et les libéraux sont relégués à la troisième place.    
Le gouvernement, dirigé par le catholique Léon Delacroix, est paradoxalement peu soutenu par le Parti catholique : Delacroix est jugé comme trop indulgent vis-à-vis des socialistes, s'accordant notamment avec ces derniers à ne pas accorder le droit de vote aux femmes alors que son parti y est favorable. Les catholiques sont cependant divisés, poussant Delacroix à soutenir certaines revendications flamingantes afin d'avoir le soutien d'une partie de la droite : une loi instaurant l'usage du néerlandais dans les administrations communales et provinciales flamandes est ainsi votée à la Chambre le 6 août 1920 mais reste bloquée au Sénat.    
En mars 1920, à la suite de l'envoi, contraire au traité de Versailles, de troupes allemandes dans la région démilitarisée de la Ruhr, la France envoie des soldats à Francfort. La Belgique, souhaitant faire respecter le traité, participe aux manœuvres françaises. Le gouvernement négocie dans la foulée un accord militaire avec la France, suscitant l'indignation des socialistes et des catholiques flamands, d'autant plus que le contenu de l'accord n'est pas rendu public.    
Le refus d'accepter le transit d'armes françaises à destination de la Pologne (alors en guerre contre l'Union soviétique) provoque la colère des libéraux et la démission de Paul Hymans le 28 août 1920.   
La division des catholiques, l'opposition aux revendications flamingantes et la volonté d'avoir une défense plus forte des libéraux, la revendication du service de six mois et du droit de grève des socialistes, et l’impopularité de Delacroix au sein de son propre parti va conduire à la démission du gouvernement.

## Composition
| Ministère                                                | Nom               | Parti            |
| -------------------------------------------------------- | ----------------- | ---------------- |
| Premier et ministre des finances                         | Léon Delacroix    | Parti catholique |
| Ministre des affaires étrangères                         | Paul Hymans       | Parti libéral    |
| Ministre de l'intérieur                                  | Jules Renkin      | Parti catholique |
| Ministre des arts et des sciences                        | Jules Destrée     | POB              |
| Ministre de la justice                                   | Émile Vandervelde | POB              |
| Ministre de l'agriculture                                | Albéric Ruzette   | Parti catholique |
| Ministre de l'industrie, du travail et du ravitaillement | Joseph Wauters    | POB              |
| Ministre des travaux publics                             | Édouard Anseele   | POB              |
| Ministre des chemins de fer, des postes et télégraphe    | Prosper Poullet   | Parti catholique |
| Ministre de la défense nationale                         | Fulgence Masson   | Parti libéral    |
| Ministre des colonies                                    | Louis Franck      | Parti libéral    |
| Ministre des affaires économiques                        | Henri Jaspar      | Parti catholique |

## Remaniements
- 4 février 1920
  - Fulgence Masson (libéraux) démissionne comme ministre de la  défense nationale et est remplacé par Paul-Emile Janson (libéraux)
- 2 juin 1920
  - Jules Renkin (Parti catholique) démissionne comme ministre de l'intérieur et est remplacé par Henri Jaspar (Parti catholique)
  - Henri Jaspar (Parti catholique) démissionne comme ministre des affaires économiques et est remplacé par Fernand de Wouters d'Oplinter (Parti catholique)
- 28 août 1920
  - Paul Hymans (libéraux) démissionne comme ministre des affaires étrangères et est remplacé ad interim par  Léon Delacroix, premier ministre.